# ديان هريستوف
ديان هريستوف (بالبلغارية: Деян Христов)‏ هو لاعب كرة قدم بلغاري في مركز الهجوم، ولد في 28 فبراير 1983 في Pavlikeni ‏ في بلغاريا. لعب مع او في سي سليفن 2000 ونادي بوتيف بلوفديف ونادي سبارتاك فارنا ونادي فيريا ونادي كايرات.

## وصلات خارجية
- ديان هريستوف على موقع قاعدة بيانات كرة القدم.إي يو (الإنجليزية)
- ديان هريستوف على موقع Soccerway.com (الإنجليزية)